# Gabriel Johansson
Lars Erik Gabriel Johansson, född 9 januari 1965 i Örgryte församling, Göteborgs och Bohus län, är en svensk fotbollsspelare som var aktiv på elitnivå under 1980- och 90-talen.

## Klubbar
- Örgryte IS 1974-1979
- Kållereds SK 1979-1985
- Västra Frölunda IF 1986-1988
- Kållereds SK 1989
- Kort sejour i Strömstad hösten 1988
- IFK Göteborg 1990-1991
- Gunnilse IS 1992-1993
- Kållereds SK 1994